# Distretto di Xihu (Benxi)
Il distretto di Xihu (溪湖区S, Xīhú QūP) è un distretto della Cina, situato nella provincia di Liaoning e amministrato dalla prefettura di Benxi.